# Integrated Taxonomic Information System
Az Integrated Taxonomic Information System (ITIS) fajokról szóló információk biológiai integrált rendszere, a világ élőlényeinek adatbázisa, amit a három észak-amerikai ország szervezetei hoztak létre Washingtonban az 1990-es évek közepe táján. Az ITIS-ben tárolt anyag szándéka szerint felöleli a teljes Föld a növény- és állatvilágát, legyenek azok szárazföldi vagy vízi élőlények. Kiemelten foglalkozik Észak-Amerika élővilágával.
2008 februárjában több mint 573 000 tudományos nevet tartalmazott az adatbázis. Ennek már mintegy 76%-át a szakirodalom alapján ellenőrzöttként jelölték meg minősítő rendszerük segítségével.

## Ismertetés
Célja, hogy valamennyi élőlény egységes elvek szerint alkotott rendszertani nevét kiválassza és hozzáférhetővé tegye. Az USA Mezőgazdasági Minisztériuma (Department of Agriculture) által fenntartott webhely tartalmazza az ITIS szerint alkotott rendszertani nevek és a hozzájuk tartozó közönséges nevek adatbázisát is.
Kezdetben a NODC Taxonomic Code-ból indultak ki, ezt pontosították, korszerűsítették a szakirodalom alapján és további kiegészítéseket is tettek rajta.
Az élet katalógusának (Catalogue of Life) is nevezett adatbázisban 2020-ig több mint 1,8 millió fajt, vagyis a Föld addig ismert összes élő fajának 92%-át sikerült besorolni és katalogizálni. A felsorolás nem tartalmazza a fosszíliákat.
Mindegy 3000 biológus dolgozik a projektben, a tudományos szervezetek témánként osztották fel egymás között a munkát. A londoni, a New York-i és a hollandiai természetrajzi múzeumok a lepkefajok, a szitakötők és a pókok adatbázisát építették ki, párizsi és kanadai szakértők a bogarak adatait gyűjtötték össze.
A nemzetközi összehasonlításhoz szükséges mesterlista most készül. Ennek során el kell dönteni, a használatos változatos elnevezések közül melyiket válasszák.

## Minősítő jelölések
Az egyes bejegyzések három minősítő jelölést kapnak, ezek:
- Record Credibility Rating - hitelesség foka, tehát hogy milyen mértékben felel meg a szabványoknak
- Latest Record Review - az utolsó ellenőrzés időpontja, ha egy ellenőrzés már megtörtént
- Global Species Completeness - a besorolás teljessége, tehát hogy a besorolásban felette álló fogalmakat ellenőrizték-e már

Az US webhellyel havonta összehangolt kanadai webhely a minősítő jelöléseket színkóddal is megjeleníti. Példák erre:
 és 

## Elsődleges partnerek a tudományos együttműködésben
- Department of Commerce
  - National Oceanic and Atmospheric Administration (NOAA)
- Department of Interior (DOI)
  - Geological Survey (USGS)
- Environmental Protection Agency (EPA)
- Department of Agriculture (USDA)
  - Agriculture Research Service (ARS)
  - Természeti Erőforrások Védelmi Szolgálata (NRCS)
- Smithsonian Intézet
  - National Museum of Natural History (NMNH)

## Az ITIS-ből való idézés módja
Az ITIS webhelyeken közölt információkat „public information”-nek minősítették a fenntartói, továbbadhatóak, másolhatóak. Az információ eredetét azonban meg kell jelölni. A hivatkozás formája nem kötött, feltéve, hogy az visszavezet az eredeti helyre.
Egy a weblapon ajánlott hivatkozási forma:
Hozzáférés ideje: [hónap, nap, év], from the Integrated Taxonomic Information System on-line database, [http://www.itis.gov/ http://www.itis.gov].